# Niamh Fisher-Black
Niamh Fisher-Black (Nelson, 12 augustus 2000) is een Nieuw-Zeelands wielrenster die sinds 2025 rijdt bij Lidl-Trek. Ze werd wereldkampioene op de weg bij de beloften in Wollongong 2022.

## Wielerloopbaan

### Jeugd
Fisher-Black groeide op in Nelson, een stad met zo'n 55.000 inwoners en een actieve wielren-omgeving. Ze begon te fietsen op de baan en op de mountainbike, waar stevige juniorencompetities voor waren, voordat ze op de weg verder ging. Ze droomde er als tiener van om professional te worden en had aan Tasman Wheelers clubgenoten George Bennett, die jarenlang bij LottoNL-Jumbo en Jumbo-Visma reed, en Jack Bauer ook de voorbeelden dat je daar als Nieuw-Zeelander succesvol in kunt zijn.

### Nieuw-Zeelands kampioene
Fisher-Black won in 2016 en in 2017 het Nieuw-Zeelands kampioenschap veldrijden bij de junioren. In 2019 ging ze als stagiaire rijden voor de wielerploeg Bigla Pro Cycling. In 2020 werd ze professional bij dezelfde ploeg, en won ze Gravel and Tar en op 16 februari het Nieuw-Zeelands kampioenschap op de weg. Een aantal uren na dat kampioenschap stapte ze in het vliegtuig naar Italië.

### Coronastress
Ze verhuisde naar Lombardije terwijl het Coronavirus om zich heen greep. Kort daarna vertrok ze met slechts wat handbagage via Zwitserland naar haar broer Finn in Nederland en met hem terug naar Nieuw-Zeeland. De ploegsponsoren trokken zich in de Coronacrisis terug en de ploeg probeerde te overleven via crowdfunding en een nieuwe sponsor. Die kon al gauw ook de verplichtingen niet betalen. De ploeg hield ermee op voor de in oktober verreden Ronde van Vlaanderen.

### Team SD Worx
Tijdens de Ronde van Italië in 2020 had Fisher-Black veel indruk gemaakt op de rijdsters van de topploeg Boels-Dolmans. Ze werd niet alleen tweede in de laatste rit, maar reed ook makkelijk bergop. De ploeg die vanaf 2020 verder ging als Team SD Worx werd haar volgende werkgever. In de twee volgende edities van de Giro Donne won Fisher-Black het jongerenklassement van de toen nog meest prestigieuze meerdaagse wielerwedstrijd bij de dames.
In Wollongong 2022 werd ze wereldkampioene op de weg bij de beloften. In 2023 won ze haar eerste World Tour-wedstrijd, een etappe in de Ronde van Zwitserland en meteen ook maar het jongerenklassement.

## Persoonlijk
Niamh Fisher-Black is de oudere zus van wielrenner Finn Fisher-Black.

## Palmares
2016
 Nieuw-Zeelands kampioen veldrijden, junioren
2017
 Nieuw-Zeelands kampioen veldrijden, junioren
2020
Gravel and Tar
 Nieuw-Zeelands kampioen op de weg
2021
Jongerenklassement Ronde van Italië
Jongerenklassement Ronde van Noorwegen
2022
 Wereldkampioen op de weg, beloften
Jongerenklassement Festival Elsy Jacobs
Jongerenklassement Ronde van het Baskenland
Jongerenklassement Ronde van Italië
2023
4e etappe Ronde van Zwitserland
Jongerenklassement Ronde van Zwitserland
2024
3e etappe Setmana Ciclista Valenciana
3e etappe Ronde van Italië
Jongerenklassement Ronde van Romandië
2025
1e etappe Ronde van Spanje (TTT)

### Uitslagen in voornaamste wedstrijden
| Jaar | Ronde van Italië | Ronde van Frankrijk | Ronde van Spanje |
| ---- | ---------------- | ------------------- | ---------------- |
| 2020 |                  |                     |                  |
| 2021 | 21e              |                     | opgave           |
| 2022 | 9e               |                     | 18e              |
| 2023 | 9e               |                     | 20e              |
| 2024 | 10e (1)          |                     | 7e               |
| 2025 |                  | 5e                  | 6e               |

| Jaar | Milaan-San Remo | Gent-Wevelgem | Amstel Gold Race | Luik-Bast.‑Luik | Trofeo Alfredo Binda | Brabantse Pijl | Waalse Pijl |  | WK op de weg |
| ---- | --------------- | ------------- | ---------------- | --------------- | -------------------- | -------------- | ----------- |  | ------------ |
| 2020 |                 | 64e           |                  | 27e             |                      |                | 12e         |  | 15e          |
| 2021 |                 |               | 12e              | 17e             | 30e                  | 25e            | 30e         |  | 91e          |
| 2022 |                 |               | 56e              | 18e             | 14e                  | 18e            | 17e         |  | 12e          |
| 2023 |                 |               | 64e              | 10e             | 37e                  | 53e            | 30e         |  | 55e          |
| 2024 |                 |               |                  | 10e             | 10e                  |                | 60e         |  | 25e          |
| 2025 | 29e             |               |                  |                 |                      |                | 9e          |  |              |

## Ploegen
- 2019 –  Bigla Pro Cycling
- 2020 –  Bigla-Katusha (tot 30 juni)
- 2020 –  Paule Ka (vanaf 1 juli)
- 2021 –  Team SD Worx
- 2022 –  Team SD Worx
- 2023 –  Team SD Worx
- 2024 –  Team SD Worx
- 2025 –  Lidl-Trek

Alzini · Banks · Chabbey · Harvey · Leth · Norsgaard · Nosková · Sperotto · Thomas · Uttrup Ludwig · Wright
Alzini · Banks · Chabbey · Fisher-Black · Harvey · Koppenburg · Norsgaard · Nosková · Reusser · Sperotto · Stirnemann · Thomas · Wright
Blaak · Canuel · Cecchini · D'Hoore · Fisher-Black · Fournier · Majerus · Moolman-Pasio · Nosková · Pieters · Shackley · Uneken · Van der Breggen · Vollering
Blaak · Cecchini · Fisher-Black · Fournier · Frei(vanaf 8/8) · Kopecky · Majerus · Moolman-Pasio · Pieters · Reusser · Shackley · Uneken · Vas · Vollering
Bredewold · van den Broek-Blaak (zwangerschapsverlof) · Cecchini · Fisher-Black · Frei · Guarischi · Kopecky · Majerus · Markus · Reusser · Schreiber (vanaf 1/3) · Shackley · Uneken · Vas · Vollering · Wiebes
Bredewold  · van den Broek-Blaak · Cecchini · Fisher-Black · Gerritse · Guarischi · Kopecky  · Majerus · Markus · Reusser   · Schreiber · Shackley (tot 16/4) · Uneken · Vas  U23 · Vollering · Wiebes
van Anrooij · Balsamo · Bjerg · Brand · Copponi · Deignan · van Dijk · Fisher-Black · Hanson · Henderson · A. Holmgren · I. Holmgren · Markus · Moors · Realini · Sanguineti · Sharp · Spratt · Wilson-Haffenden